# Oecetis cymula
Oecetis cymula là một loài Trichoptera trong họ Leptoceridae. Chúng phân bố ở miền Australasia.